# Christgau’s Consumer Guide: Albums of the ’90s
Christgau’s Consumer Guide: Albums of the ’90s (с англ. — «Потребительский путеводитель Кристгау: альбомы 90-х») — справочник американского музыкального журналиста и публициста Роберта Кристгау, опубликованный в 2000 году издательством St. Martin’s Press’s. Содержит около 3800 мини-рецензий музыкальных альбомов, первоначально написанных критиком в 1990-х годах для его колонки «Путеводитель для потребителей» в газете The Village Voice. В книге также представлены тексты из других его работ для таких изданий, как Rolling Stone, Spin и Playboy, относящихся к этому периоду. Книга является третьей в одноимённой серии после «Музыкальный путеводитель Кристгау: рок-альбомы семидесятых» (1981) и «Музыкальный путеводитель Кристгау: 80-е» (1990).
Охватывая различные музыкальные жанры — от преобладающих в музыкальной прессе попа и рока до более нишевых направлений, обзоры составлены в лаконичном стиле, характеризующемся многослойными клаузами, едким остроумием, однострочными шутками, политическими экскурсами и аллюзиями, начиная от общеизвестных до эзотерических. Придерживаясь мейнстримовых вкусов автора и его некоторой эксцентричности, справочник отдаёт предпочтение запоминающейся музыке, отличающейся ритмической живостью и практической значимостью, в то же время критикуя альбомы с сексистским содержанием и продолжительностью более часа. Книга демонстрирует новую систему оценок, разработанную Кристгау в ответ на стремительный рост музыкальной индустрии на протяжении 1990-х. Автор называет эту систему причиной, из-за которой составление третьего справочника было самым сложным в серии.
Сборник вызвал неоднозначную реакцию среди критиков: хвалили литературный стиль и жанровый охват, осуждая новую рейтинговую систему и логику суждений автора. Тем не менее, сборник широко использовался в академических работах и входит в число самых важных книг о поп-музыке по версии The A.V. Club. Наряду с другими публикациями Кристгау, его содержание находится в свободном доступе на сайте — robertchristgau.com — созданным совместно с коллегой-критиком и веб-дизайнером Томом Халлом, который перенял обновлённую систему оценок рецензий для собственного веб-сайта.

## Предыстория

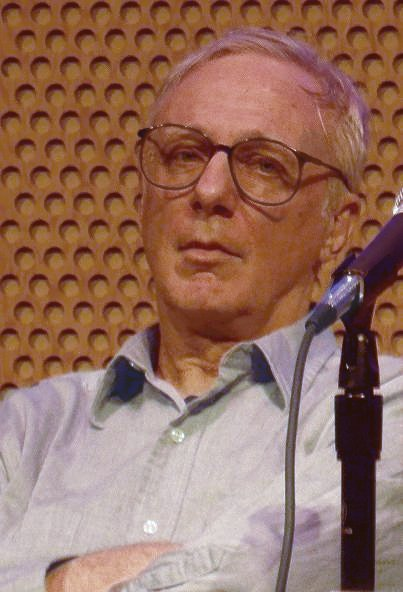
Роберт Кристгау (2006 год)

По мере роста музыкальной индустрии в 1980-х Роберт Кристгау поймал себя на мысли, что у него скопились множество пластинок, с которыми он не успевал ознакомиться и проанализировать их для своей авторской колонки в газете The Village Voice. В сентябре 1990 года критик решил отказаться от прежней схемы буквенной оценки альбомов по шкале от A-плюс до E-минус так как большая часть из них получала рейтинг B-минус, а C-минус — имели единицы. Вместо этого он решил сосредоточиться на написании обзоров для пластинок с рейтингом от A-плюс до A-минус, по большей части игнорируя записи уровня от B-минус до C-плюс. Наиболее распространённым, отчасти из-за завышения средних оценок, стал балл A-минус. По словам Кристгау, это изменение было продиктовано тем, что большинство его читателей были «не критики или бизнесмены, а простые потребители, которые использовали его колонку для её основной цели. Они хотели знать, что им лучше купить».
После введения новой оценочной системы, записи уровня B-плюс рецензировались лишь изредка, и большинство из них попадали в раздел «Достойны упоминания», где альбомы характеризовались одним предложением с рекомендуемым списком треков. Записи, которые Кристгау считал откровенно плохими, попадали в список «Пустышек» (без оценок) или фигурировали в специальной колонке, приуроченной ко Дню благодарения, в которой были собраны альбомы с разгромными обзорами (она называлась «Стрельба по индейкам») с максимально возможной оценкой B-минус. Благодаря новому формату, Кристгау смог делать некоторые рецензии «Потребительского путеводителя» более развёрнутыми.
Кристгау совершенствовал новую оценочную систему на протяжении 1990-х годов; он предвидел быстрый рост музыкальной индустрии в течение десятилетия и диверсификацию компакт-дисков за счёт переиздания старых записей и общего роста их хронометража — от традиционных 40 минут (в среднем) до более 60-ти. В 1992 году он ввёл категорию Ни то, ни сё (или «ни рыба, ни мясо») обозначающую альбомы, недостойные «почётного упоминания» но превосходившие пластинки уровня «Пустышка» (также можно перевести как «неразорвавшийся снаряд» — намёк на то, что запись могла, но не «выстрелила»). Произошедший годом позже спор с коллегой-критиком Эриком Вайсбардом подтолкнул Кристгау ввести еженедельную рубрику «Неудачник месяца», которая по сравнению со «Стрельбой по индейке» освещала «большее количество скучных, разочаровывающих или переоценённых записей уровня B».

## Подготовка
В справочник были включены около 3800 обзоров музыкальных альбомов, написанных Кристгау в период с 1990 по 2000 год для колонки «Потребительского путеводителя» в The Village Voice. При подготовке оригинальных рецензий для книжной публикации критик пересмотрел многие оценки, внеся некоторые коррективы, впоследствии сославшись на «увядание» культурных ценностей. В некоторые обзоры были добавлены материалы из рецензий автора, сделанных для журналов Rolling Stone, Spin и Playboy.
Справочник стал третьим в серии работ по объединению и редактированию рецензий «Потребительского путеводителя» за определённые десятилетия. Ему предшествовали «Музыкальный путеводитель Кристгау: рок-альбомы семидесятых» (1981) и «Музыкальный путеводитель Кристгау: 80-е» (1990). Обе эти книги сразу после публикации повлияли на начинающих музыкальных критиков. По словам Кристгау, третий справочник получился для него «во многих отношениях» самым трудным из-за стремительного роста рынка звукозаписывающей индустрии. Согласно оценкам критика, ежегодно по всему миру выпускалось около 35 тысяч альбомов.

## Стиль
«[Шарли́н Маршалл] — новая героиня мейнстримового инди — без нойзовых мелодий и, конечно, без ироничных [текстов]. Они такие же банальные, как грешные фантазии попсы, от которых она старается держаться подальше, но печальнее. Скучная печаль. Скучная грусть по поводу своей неспособности общаться. И не для такой аудитории. Ад — это другие люди».
Содержащиеся в справочнике обзоры представляют собой лаконичные мини-рецензии в среднем от 100 до 150 слов каждая. Как правило, Кристгау использует длинные и сложные предложения, наполненные клаузами и аллюзиями, начиная от общеизвестных и заканчивая эзотерическими, наряду с прямолинейными, а также с завуалированными шутками — для своих. Как отмечает журналист Riverfront Times Стив Пик, один лишь его мини-обзор может содержать столько же концепций и идей, сколько полноценный очерк другого критика. В интервью Пику, посвящённому этой книге, Кристгау пояснил, что у него развился «внутренний императив в отношении филлера» в возрасте 21 года, когда он только начинал заниматься профессиональной писательской деятельностью, устроившись в штат некомпетентного издателя в Чикаго: «Мне было поручено написать статью [для энциклопедии] об Исааке Бабеле длиной 10 строк и статью о бейсболе длиной в 221 строку. Там у меня и появилась привычка писать лаконично, в дальнейшем я придерживался этого [стиля]».
Рецензии Кристгау наполнены остротами и насмешливыми замечаниями, зачастую исполненными в фрагментарной форме — автор отмечал, что они «становились всё более и более похожими на хайку». Публицист Джошуа Кляйн цитирует описание Кристгау музыканта Лу Барлоу как «недолёкого» (при обзоре альбома One Part Lullaby группы The Folk Implosion) и его рецензию на альбом Gomez Bring It On, состоящую из одной фразы, в котором он пишет: «Действительно рутс-рок — это серьёзно, чувак».
По мнению Ноэля Мюррея, литературный стиль автора колеблется от «очень личного» до близкого к прозаической поэзии. В свою очередь, Рик Андерсон отмечает «едкие остроты, завуалированные отсылки и откровенно политические отступления» критика. При этом Мюррей ссылается на рецензии альбомов Moon Pix Cat Power (1998) и August and Everything After (1993) Counting Crows. В последнем Кристгау пишет, что фронтмен группы Адам Дуриц «поёт как маменькин сынок, живущей в семье с абсолютной вседозволенностью: не хотел бы я оказаться рядом с ним на Вудстоке». В предисловии к справочнику критик заявляет: «Темой книги должны быть ваши будущие [купленные] альбомы, а не мои мнения» что Кляйн называет «язвительной» претензией на «популистскую объективность».

## Объём и вкусовщина
«Ну, ты знаешь… к чёрту этих людей. Ну, я думаю, они уже в жопе — тебе не нужно их даже туда посылать. Нет смысла спорить с пуританами. Они просто подумают, что ты грешник, и придадут тебя анафеме. Это одна из тенденций, с которыми я боролся всю свою жизнь. Я ненавижу это в литературе, и я ненавижу это в музыке. Но это особенно мерзко в музыке, потому что совершенно очевидно, что человеческая функция музыки, какова бы она ни была — и никто до конца не понимает, что это такое, — имеет какое-то отношение к удовольствию. И чего многие из этих людей на самом деле не признают, так это того, что они просто извращенцы. И они получают удовольствие от боли».

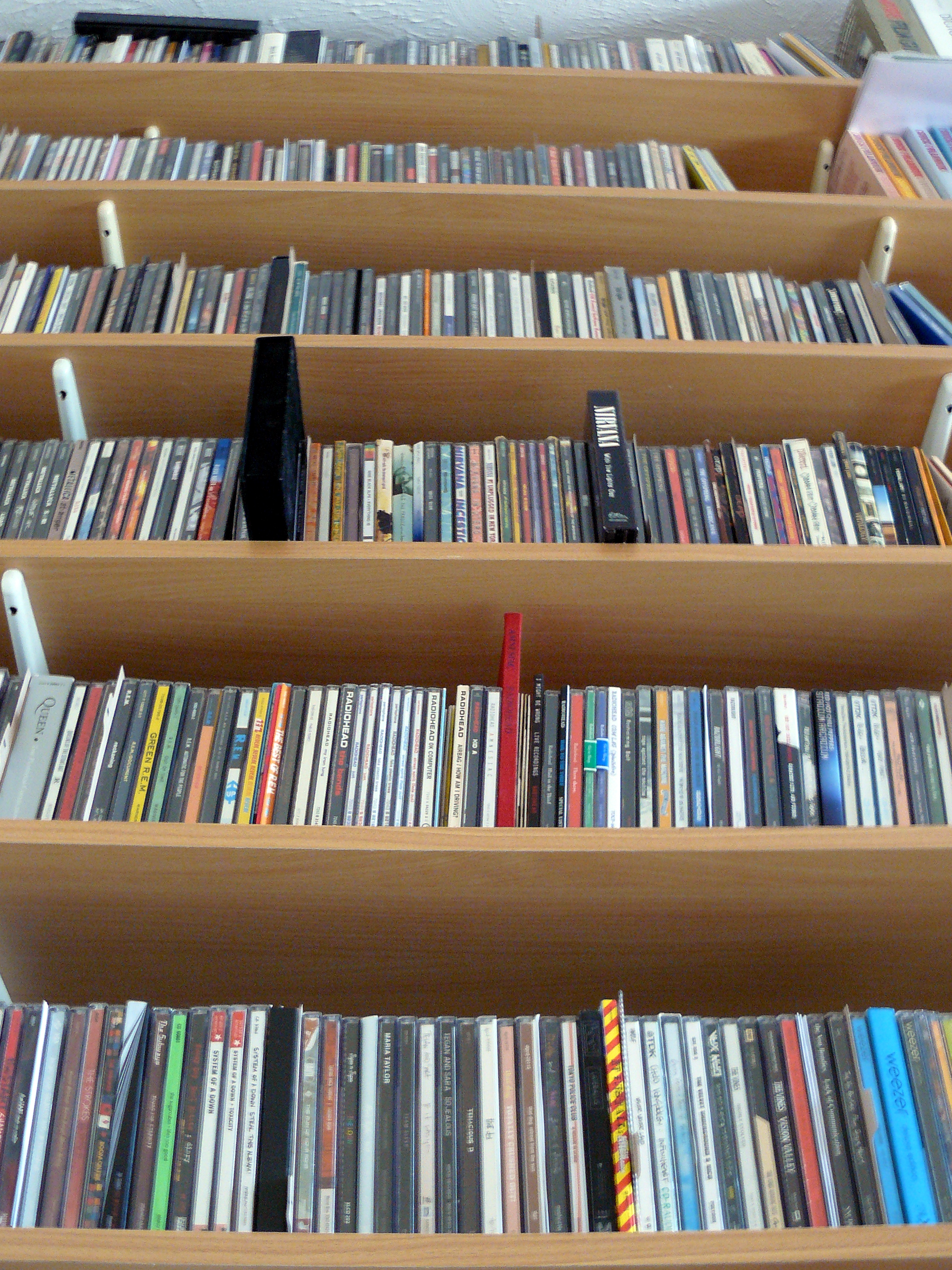
Коллекция компакт-дисков; рост музыкального производства в этом формате повлиял на оценочную систему критика Роберта Кристгау в девяностых

Во введении Кристгау отметил, что он стремился затронуть не каждую дискографию целиком, а альбомы, которые он посчитал достойными. Давно потеряв интерес к попыткам прослушать все выпущенные пластинки, он добавил, что количество издаваемой ежегодно музыки превышает время, необходимое для её вдумчивого прослушивания, что делает амбициозный подход его первого справочника невозможным. Несмотря на это, Кристгау отметил, что «ценность общей культуры» помогает реализовать концепцию этой книги: «Это как опыт первооткрывателя, возможность услышать жанры, которые достойны общественного внимания, даже если они нас не привлекают». По словам журналиста Скотта Мэнзлера, в справочнике автор выступил не как узкопрофильный эксперт, а как «универсал» который «склонен отдавать предпочтение широте, а не глубине» музыкальных открытий и стремится «сэмплировать и обрабатывать как можно больше „хорошей музыки“, насколько это возможно» в десятилетие, когда наблюдался «экспоненциальный всплеск аудио-продукции… в результате цифровой революции и культурного разнообразия».
Рецензии охватывают как преобладающие в музыкальной прессе поп- и рок-музыку, так и более нишевые жанры, включая альтернативный рок, гранж, хип-хоп, техно, кантри, электронику, джаз, регги, афропоп, уорлдбит, латиноамериканскую, танцевальную и бой-бэндовую музыку. В справочнике представлены подробные статьи о наиболее влиятельных группах десятилетия, таких как Nirvana, Public Enemy, Sonic Youth, Sleater-Kinney и Pavement. Помимо этого, в нём фигурируют переиздания старых записей, в том числе сборник гитарной бенга-музыки, Guitar Paradise of East Africa (1990), мемфисский блюзовый сборник 1991 года Wild About My Lovin': Beale Street Blues 1928—1930, CD-переиздание Anthology of American Folk Music (1997) Гарри Эверетта Смита, а также ESPN Presents Slam Jams Vol. 1 (1997), в котором переработаны такие поп-хиты, как «One Step Beyond» (1979) группы Madness и «Dancing with Myself» (1981) Билли Айдола. Кристгау, чьи прошлые рецензии были по большей части сконцентрированы на рок-музыке, отмечал, что к моменту создания справочника по девяностым его интерес стал меньше сфокусирован на этом жанре, однако рок по-прежнему находился в сфере его пристального внимания.
Что касается критических предпочтений, Кристгау отмечал, что ему нравится мейнстримовая поп-музыка и «глупые, прилипчивые песни с большим количеством энергии и жизнеутверждающих черт». Стив Пик определяет «принцип удовольствия» как объединяющую тему рецензий справочника наряду с концепциями грува и практической значимости. Он «склонен наслаждаться музыкой, которая сочетает в себе ритмичную жизненную силу с запоминающейся подачей, при этом излагая что-то оригинальное и стоящее», — отмечает критик. Между тем Марк Дженкинс описывает «кристгауанский взгляд на поп-критику» как «обязательство всегда серьёзно относиться к тому, что продаётся на рынке, — единственному измеримому консенсусу поп-музыки», которая, по мнению Дженкинса, обычно не входит в сферу интересов серьёзных публицистов.
Раздел книги, состоящий из альбомов с рейтингом A, ранжирует релизы, получившие оценку «A-минус» или выше, по годам. По мнению Кристгау, по верхней части этих списков можно судить совпали ли его вкусы со вкусами читателей и, соответственно, будет ли книга им полезна. В число наиболее важных альбомов 1990-х годов по мнению автора вошли Fear of a Black Planet (1990) группы Public Enemy, Nevermind (1991) группы Nirvana, Maxinquaye (1995) Tricky, The Score (1996) группы The Fugees и Car Wheels on a Gravel Road (1998) Люсинды Уильямс.
Среди наиболее критикуемых Кристгау факторов — жестокий и бездумный сексизм, который, по его словам, был популяризирован хэви-металом и хип-хопом. Однако он считает процесс прослушивания таких песен «самим по себе» лёгким и приятным, особенно с позиции «сквернослова, который все ещё очень сильно интересуется сексом в возрасте пятидесяти восьми лет». Что касается сексизма в рэпе, он опровергает распространённое среди афроамериканских критиков мнение о том, что «молодые чернокожие мужчины должны иметь абсолютный карт-бланш на то, чтобы говорить всё, что они хотят», потому-что расистское общество «полностью отымело их». Тем не менее он признаёт, что есть рэперы, которые искусно используют сексистский контент в своём творчестве, что позволяет понять его патологию, приводя в качестве примеров Эминема и Ghostface Killah. Он также высказался по поводу дискомфорта из-за того, что продолжительность среднего альбома начала превышает 40 минут — стандарт прошлых десятилетий, — приведя в пример симфонии, редко превосходящие этот хронометраж, что, по его словам, даёт представление о концентрации внимания среднего человека: «И конечно же, симфония — [популярная] музыкальная форма девятнадцатого века, когда у людей было больше [свободного] времени. На мой взгляд, есть что-то странное в 78-минутном альбоме».
В целом вкусы автора идут вразрез с распространёнными мнениями. Кристгау высоко оценил записи, оставленные без внимания другими музыкальными критиками: Collective Soul, His Name Is Alive, The Bottle Rockets, Шанайи Твейн, Гарта Брукса, Backstreet Boys, P.M. Dawn, Kris Kross и ряда африканских исполнителей, в то время как многие общепризнанные хиты оцениваются им негативно, в том числе пластинки Radiohead, The Flaming Lips, Элвиса Костелло, Dr. Dre, Snoop Dogg, Nas, Мэрилина Мэнсона, Son Volt и Эммилу Харрис. Кристгау отмечал, что, как правило ему не нравится писать негативные обзоры, поскольку это требует от него определённого внутреннего состояния — «плохого настроения», — чтобы увлекательно и ярко высказаться об альбоме, который не соответствует его личным предпочтениям.
Градация оценок
На вводной странице книги перечислены все классы со следующими пояснительными примечаниями:
- A-плюс: «запись неувядающей красоты, силы, проницательности, ритма, которую хочется прослушивать неоднократно. Несмотря на то, что у тебя есть ещё 500 CD в коллекции».
- A: «запись, которая редко содержит более чем двух или трёх плохих песен. Не каждый слушатель почувствует, что она ему близка, но каждый, у кого есть уши, согласиться, что она хороша».
- A-минус: «разновидность хорошей пластинки заурядного типа, которая является жемчужиной музыкального микромаркетинга и перепроизводства. Любой, кто открыт для её эстетики, насладится более чем половиной её треков».
- B-плюс: «тем или иным образом великолепная запись, но при этом может отдавать ощущением заурядности и недоделанности».
- Достойна упоминания: «отличная попытка, она может стать сокровищем для потребителей, чей вкус совпадёт с её преобладающей эстетической или отличительной концепцией».
- Достойна упоминания: «неплохая попытка, потребители чей вкус совпадёт с её преобладающей эстетической или отличительной концепцией, вполне могут ей насладиться».
- Достойна упоминания: «достойная попытка, запись может понравиться потребителям, чей вкус совпадёт с её преобладающей эстетической или отличительной концепцией»[комм. 5].
- Ни то, ни сё: «запись может впечатлить один или два раза уровнем мастерства или одним-двумя захватывающими треками. Или этого не произойдёт»[комм. 6].
- Выбор редактора (обозначен кусочком мультяшного стейка): «хорошая песня из альбома, не стоящего ни вашего времени, ни денег — зачастую уровня «Ни то, ни сё», чаще всего «Пустышки»[комм. 7].
- Пустышка: «плохая запись, детали которой редко заслуживают дальнейшего изучения. В лучшем случае она может быть просто переоценённой, разочаровывающей или скучной. В худшем — достойна презрения».
- Индейка (обозначается мультяшной индейкой): «плохая запись в самом широком смысле», отличающаяся от «Пустышки» отдельной рецензией и сопровождающей буквой, как правило, от B до D[комм. 8].

## Выпуск и отзывы
В августе 2000 года «Потребительский путеводитель Кристгау: альбомы 90-х» появился в списке предстоящих публикаций Publishers Weekly с запланированной датой релиза на осень. Книга была выпущена в октябре издательством St. Martin’s Press’s. Делая обзор для журнала No Depression, Мэнцлер приветствовал стремление Кристгау к «упорному всеохватывающему рецензированию» музыки последнего десятилетия, хотя и за счёт однородности охваченного материала. В целом он счёл путеводитель очень ценным для читателей, ожидающих «крайне пристрастного анализа, если хотите, гида по необъятно разросшемуся, зачастую ошеломляющему, но, тем не менее весёлому ландшафту рок-музыки от человека, преданного этому делу». Оценивая достоинства «лаконичного, глубоко структурированного» стиля изложения, Манцлер выразил уважение уникальности его «эстетики отсеявшей всё лишнее и усовершенствованной за три десятилетия анализирования музыки», которая в лучшем случае «рисует в голове образ прилипчивой трёхминутной поп-карамельки». По мнению Менцлера, некоторые читатели могут счесть справочник «умышленно заумным (или же вовсе непонятным)», но только потому, что критик требует определённого уровня компетентности как от них, так и от самих артистов. В декабрьском ревью книги Кристгау сказал, что считает читательский уровень своей аудитории «очень высоким», а саму аудиторию — доверяющей его аналитическому методу:
Я думаю, что моя аудитория в большинстве своём довольно грамотна и любознательна, и она, как правило, способна выдержать определённый когнитивный диссонанс. А это именно то, о чем я прошу читателей, когда рекомендую записи. Другими словами, они не ожидают, что поймут каждое грёбаное слово, которое я пишу, и даже готовы иногда перечитывать. Точно также они готовы к тому, что иногда приходится переслушивать альбом.
В статье для газеты The Guardian писатель и журналист Гарт Картрайт заявил, что Кристгау по-прежнему ориентируется на мейнстримовые вкусы, добавив, что его проза — «язвительная, информативная, забавная, лирическая и идеально подходящая для споров» — демонстрирует динамичность и энергетику, которые редки в нынешней среде музыкальной журналистики, где пренебрегают качеством литературного стиля. Рассматривая сборник «Потребительского гида» 1990-х годов вместе с предыдущими выпусками 1970-х и 1980-х годов, Картрайт отметил, что «они представляют собой всеобъемлющую картину музыкальной индустрии за последние 30 лет, непринуждённо путешествуя по хайвеям и тупикам популярной культуры». В рецензии для Reno News & Review Андерсон нашёл путеводитель очень забавным и «скорее интересным, нежели полезным. Но даже если вы не до конца уверены, к чему клонит автор, вы получите удовольствие от самого процесса».
Другие рецензенты были более критичны к справочнику. Ноэль Мюррей из газеты Nashville Scene воспринял новую рейтинговую систему как метод «сбора самых спелых плодов с умирающего дерева», «другими словами альбом как вид искусства» был «унижен» эпохой компакт-дисков. Он отметил, что эта концепция не имеет большой практической ценности, лишая читателей контекста, стоящего за отказом рецензировать многие высоко оценённые альбомы и, по сути, тратя их время впустую. В его обзоре также подчёркивается похвальное пренебрежение Кристгау к «намеренно небрежному и / или чрезмерную заумному инди-року» (при этом назвав сам выбор групп спорным) наряду с «почтительной позицией» к более экзотическим стилям, о которых критик менее осведомлён. Несмотря на «моменты ошеломляющей точности» Мюррей пришёл к выводу, что справочнику не хватает актуальности его предыдущих томов и что критик выиграл бы, если бы больше сосредоточился на музыке, представляющей для него особый интерес: «В эти суматошные времена нам нужен кто-то способный разгрести нагромождение новой музыки, а не просто охватить всё целиком». Дженкинс из Washington City Paper высказался в схожем ключе, обвинив Кристгау в том, что он в значительной степени упустил из виду заметные музыкальные направления десятилетия, включая электронику, неафриканскую этническую музыку, инди-рок за пределами Нью-Йорка и британские группы, которые не повлияли на американскую музыку, такие как Stereophonics и Manic Street Preachers. Для Дженкинса книга в конечном счёте стала «респектабельным провалом», доказавшим, что «поп-музыка 1990-х была слишком обширной, чтобы её мог охватить один человек или одна эстетика».
В рецензии для The A.V. Club Кляйн раскритиковал «Потребительский путеводитель Кристгау: альбомы 90-х» как значительно уступающий своим предшественникам, особенно из-за сложной системы оценок, которую он использовал наряду с традиционной буквенной схемой («неверное решение, лишающее книгу всяческого масштаба, контекста или понимания»). Он также раскритиковал мейнстримовые вкусы Кристгау и обвинил его в эгоцентричном литературном стиле, безосновательном игнорировании основных музыкальных хитов и раздражающем юморе. Всё это, по словам Кляйна, делает конечный результат противоречивым. «Как временная капсула чудачеств и непредсказуемых вкусов одного человека — спорное развлечение, — писал он, — как путеводитель какой-либо практической ценности — вообще бардак, наподобие 400-страничного справочника без оглавления».
Несколько публицистов и писателей, рецензирующих книгу Кристгау, сослались на его противоречивую, скептическую оценку творчества Radiohead, чьи альбомы The Bends (1995) и OK Computer (1997) пользовались большим успехом у критиков, но получили только рейтинг «Индейка» в его обзорах «Потребительского гида». В интервью старшему сценаристу CNN Джейми Аллену в ноябре 2000 года критик со смехом сказал: «Я слегка недолюбливаю Radiohead. Это арт-рок. И он звучит глупо. История всё рассудит, я окажусь прав». Однако в феврале 2001 года публицист признался в интервью журналу Rolling Stone, что он положительно оценил следующий альбом группы Kid A (2000) — на «А-минус», так как высокий рейтинг пластинки в ежегодном опросе критиков Pazz & Jop, который курировал Кристгау, побудил его пересмотреть оценку в своей личной колонке.

## Наследие
Как и другие работы критика, в 2001 году «Потребительский путеводитель Кристгау: альбомы 90-х» был размещен в свободном доступе на веб-сайте robertchristgau.com. Сайт создавался как совместный проект с давним другом и бывшим коллегой Кристгау Томом Халлом, который начинал карьеру музыкального обозревателя в The Village Voice под руководством Кристгау, был одним из экспертов «Музыкального путеводителя 1980-х», а также работал в области разработки программного обеспечения и веб-дизайна. Благодаря этому опыту, он сделал для Кристгау сайт с низким уровень графики, в котором текст превалирует над визуальной составляющей. Схожим образом Халл создал свою собственную базу данных и блог «Том Халл в Интернете» в котором представлены его статьи и очерки, а также каталог преимущественно джазовых записей и рецензий на них, при оценке которых используется рейтинговая схема «Путеводителя 90-х».
«Потребительский путеводитель Кристгау: альбомы 90-х» используется в качестве справочного материала в нескольких научных работах по музыке и массовой культуре. В эссе, опубликованном в книге Ульриха Бека «Глобальная Америка?: Культурные последствия глобализации» (2004), социолог Мотти Регев отмечал, что сборник демонстрирует как канонизация рок-музыки в 1960-х и 1970-х годах среди профессиональных критиков создала статусную структуру и ортодоксальность, которые распространились на другие направления популярной музыки в следующем столетии.
В 2006 году серия «Музыкальные путеводители Кристгау» заняла пятое место в рейтинге The A.V. Club из 17 самых важных книг о поп-музыке. В кратком эссе, сопровождающем рейтинг, говорилось, что «эти книги следует читать как трилогию, уделяя особое внимание тому, как все более фрагментированный поп-ландшафт последнего десятилетия и поток релизов DIY даже Старейшину (прозвище Кристгау в профессиональной среде) вынудили немножко „забарахлить“». В ретроспективной статье 2009 года для Houston Chronicle Эндрю Дэнсби отметил, что оценка, которую Кристгау сделал во введении к справочнику 1990-х годов — «популярная музыка станет в 2000 году демократическим рогом изобилия» и «в ней слишком много всего намешано», чтобы какой-то отдельный исполнитель мог иметь далеко идущее культурное значение и влияние — предвещала музыкальный ландшафт следующего десятилетия.